# Jesse Greenstein
Jesse Leonard Greenstein (ur. 15 października 1909 w Nowym Jorku, zm. 21 października 2002 w Arcadii) – astronom amerykański.

## Życiorys
Studiował astronomię na Harvardzie, w 1930 roku uzyskał stopień M.Sc, po czym wrócił do Nowego Jorku by pomóc ojcu w jego firmie, zajmującej się handlem nieruchomościami. Wrócił na Harvard w 1934 roku, w 1937 roku zdobył stopień doktora. W latach 1937–1948 pracował w Obserwatorium Yerkes, potem przeniósł się do California Institute of Technology, kierując badaniami astronomicznymi tej uczelni, prowadzonymi m.in. w Obserwatorium Palomar i Mount Wilson Observatory. 
Zajmował się głównie radioastronomią, w tym obserwacjami białych karłów. Jeszcze podczas studiów na Harvardzie, w 1937 roku, opracował, wspólnie z Fredem Whipple, teorię wyjaśniającą pochodzenie sygnałów radiowych pochodzących z kosmosu. W 1963 roku, wraz z Maartenem Schmidtem, jako pierwsi opisali budowę kwazarów.

## Wyróżnienia i nagrody
- Henry Norris Russell Lectureship (1970)
- Petrie Prize Lecture (1971)
- Bruce Medal (1971)
- Złoty Medal Królewskiego Towarzystwa Astronomicznego (1975)
- Jego imieniem nazwano planetoidę (4612) Greenstein